# Municipio de Newton (Misuri)
El municipio de Newton (en inglés: Newton Township) es un municipio ubicado en el condado de Shannon en el estado estadounidense de Misuri. En el año 2010 tenía una población de 240 habitantes y una densidad poblacional de 0,7 personas por km².

## Geografía
El municipio de Newton se encuentra ubicado en las coordenadas 37°20′49″N 91°26′30″O / 37.34694, -91.44167. Según la Oficina del Censo de los Estados Unidos, el municipio tiene una superficie total de 341.44 km², de la cual 341,35 km² corresponden a tierra firme y (0,03 %) 0,09 km² es agua.

## Demografía
Según el censo de 2010, había 240 personas residiendo en el municipio de Newton. La densidad de población era de 0,7 hab./km². De los 240 habitantes, el municipio de Newton estaba compuesto por el 96,67 % blancos, el 0,83 % eran amerindios y el 2,5 % eran de una mezcla de razas. Del total de la población el 0 % eran hispanos o latinos de cualquier raza.